# Concilio de la Iglesia Bautista de Nagaland
El Concilio de la Iglesia Bautista de Nagaland (en inglés: Nagaland Baptist Church Council) es una asociación cristiana evangélica de iglesias bautistas que tiene su sede en Kohima, India. Ella está afiliada a la Alianza Bautista Mundial.

## Historia

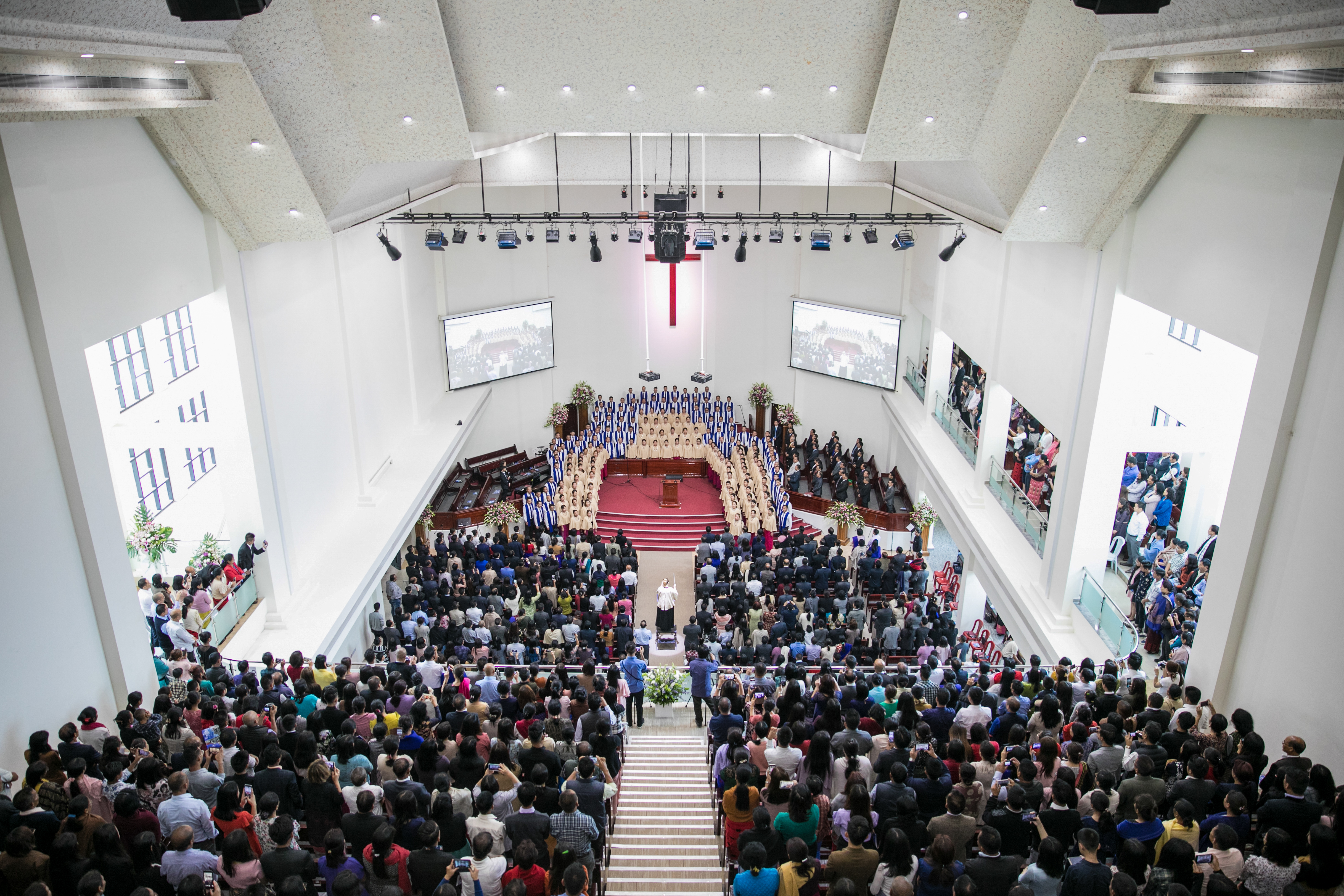
Servicio en la Kohima Ao Baptist Church en Kohima, afiliada al Concilio de la Iglesia Bautista de Nagaland, 2019.

El Concilio de la Iglesia Bautista de Nagaland tiene sus orígenes en una misión americana de los Ministerios Internacionales en 1839. Fue fundado oficialmente en 1937 como el Concilio de la Iglesia Bautista de Naga Hills. En 1950, el consejo se convirtió en miembro fundador del Consejo de Iglesias Bautistas en el noreste de la India. En 1953, tomó su nombre actual. En 2007, tenía 1.347 iglesias y 454.349 miembros. Según un censo de la asociación, en 2023 dijo que tenía 1,661 iglesias y 648,096 miembros.

## Escuelas
La Convención tiene 2 institutos teológicos, el Seminario Teológico Oriental en Baden (cerca de Dimapur) fundado en 1991 y el Colegio Teológico de la Trinidad. 